# Loch Lyon
Loch Lyon är en sjö i Storbritannien.   Den ligger i kommunen Perth and Kinross och riksdelen Skottland, i den nordvästra delen av landet, 600 km nordväst om huvudstaden London. Loch Lyon ligger 340 meter över havet. Arean är 3,8 kvadratkilometer. Trakten runt Loch Lyon består i huvudsak av gräsmarker. Den sträcker sig 3,7 kilometer i nord-sydlig riktning, och 7,4 kilometer i öst-västlig riktning.